# Waldkirch
Waldkirch település Németországban, azon belül Baden-Württembergben. Lakosainak száma 22 266 fő (2023. december 31.).

## Városrészei
A következő településeket beolvasztattak városába: 

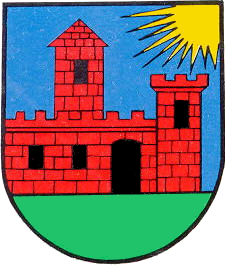
Kollnau
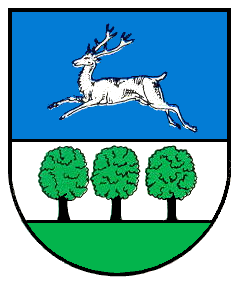
Buchholz
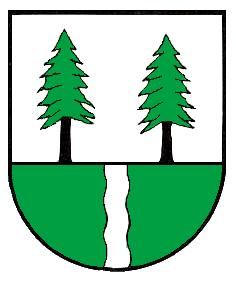
Siensbach
Suggental

## Története
1300. augusztus 8-án Waldkirch kapta meg a városi jogokat.
1567-ben Elő-Ausztria része lett. 1805-ben a Badeni Nagyhercegséghez csatlakozott.

## Népesség
| Lakosok száma | 15 407 | 18 263 | 19 228 | 18 764 | 18 761 | 19 694 | 19 739 | 20 642 | 21 141 | 22 266 |
|               | 1961   | 1968   | 1974   | 1981   | 1987   | 1994   | 2000   | 2007   | 2013   | 2023   |